# Shapley 1
Shapley 1 (Sp 1 oder PN G329.0+01.9)  ist ein ringförmiger planetarischer Nebel im Sternbild Winkelmaß, der ungefähr 4.500 Lichtjahre entfernt ist.
Er hat eine Winkelausdehnung von 1,1 Bogenminuten, was unter Berücksichtigung der Entfernung einem Durchmesser von einem Drittel Lichtjahr entspricht. Im Zentrum befindet sich ein Doppelsystem mit einer Umlaufdauer von 2,9 Tagen.
Shapley 1 wurde 1936 von Harlow Shapley entdeckt und katalogisiert.